# Montes Carpatus

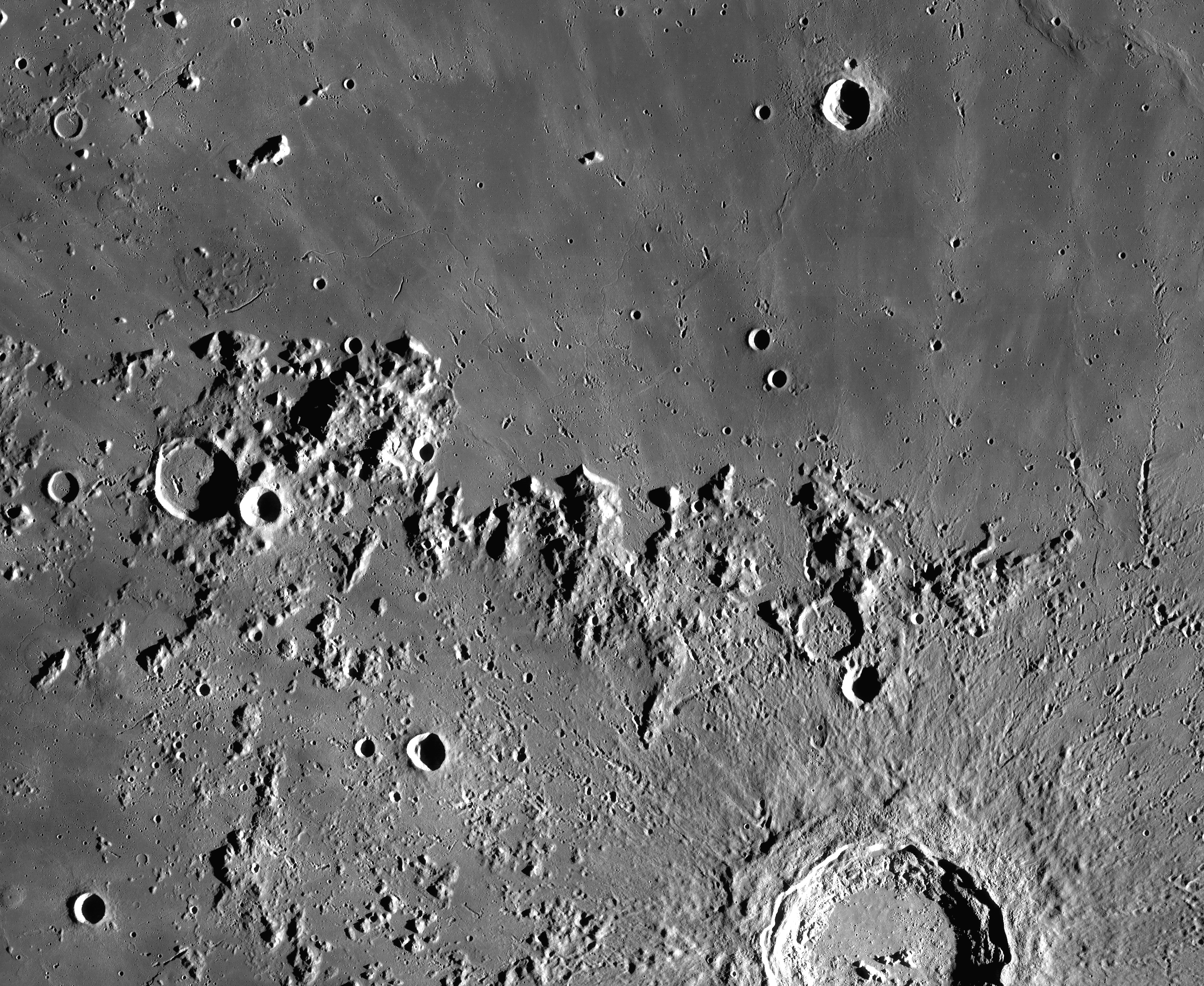
Montes Carpatus

Les Montes Carpatus sont un massif montagneux lunaire qui s'étend à la bordure méridionale de la mer des Pluies. La longueur de la chaine est proche de 400 kilomètres. L'une de ses principales formations est le cratère Gay-Lussac localisé sur le flanc sud de la région centrale.